# Stenhelia minuta
Stenhelia minuta är en kräftdjursart som beskrevs av A. Scott 1902. Stenhelia minuta ingår i släktet Stenhelia och familjen Diosaccidae. Inga underarter finns listade i Catalogue of Life.